# The Bleeding
The Bleeding (с англ. — «Кровотечение») — четвёртый студийный альбом американской брутал дэт-метал-группы Cannibal Corpse, выпущенный 12 апреля 1994 года лейблом Metal Blade Records.
Это последний альбом с участием вокалиста и основателя группы Криса Барнса и первый альбом с участием гитариста Роба Барретта. По данным SoundScan, The Bleeding — пятый по популярности альбом в жанре дэт-метал в США, было продано более 98 300 копий. The Bleeding также является самым успешным альбомом Cannibal Corpse на сегодняшний день.
Большинство изданий считают The Bleeding одним из лучших альбомов группы, а некоторые — одним из величайших хэви-метал альбомов 1990-х годов.

## Предыстория и запись
После выхода альбома Tomb of the Mutilated и замены оригинального гитариста Боба Русея на Роба Барретта продюсер Скотт Бёрнс подтолкнул группу к созданию более сильного материала, чтобы они «могли сравниться с лучшими дэт-метал-группами в мире», такими как Morbid Angel и Death. Группа сочиняла и аранжировала материал для альбома зимой в доме с привидениями. Барретт утверждает, что написал несколько треков для альбома в соавторстве с Алексом Уэбстером и Джеком Оуэном. Участники группы заявляли, что в то время между ними была высокая напряжённость.
Альбом был записан в студии Morrisound Recording в Тампе, штат Флорида, осенью 1993 года.

## Композиция и стиль
«Мне казалось правильным произносить слова более чётко в The Bleeding, потому что я чувствовал, что музыка звучит более отчётливо. <…> Я думаю, что в тот момент я хотел доказать себе, что всё ещё могу петь по-настоящему тяжело <…> но люди могли лучше понимать мои тексты, потому что тексты и сюжетные линии очень важны для меня <…> для меня это произведение искусства <…> и я хочу, чтобы моё искусство было услышано».
Альбом The Bleeding, названный «сутью Cannibal Corpse», обычно считается менее экстремальным, более зрелым и доступным, чем предыдущие релизы группы. Он отличается продвинутым музыкальным стилем и утончённым подходом к написанию песен по сравнению со своими предшественниками, и, по мнению журнала Metal Hammer, он «добавил мозгов к крови и жестокости». По словам барабанщика Пола Мазуркевича, «это была эпоха, когда мы начали по-настоящему совершенствовать наше звучание, и это стало началом более современного стиля написания Cannibal». Джастин Нортон из Decibel сказал: «В то время как Butchered at Birth и Tomb of the Mutilated звучали удары дубинки, The Bleeding — это скорее методичный разрез хирурга». По словам Барнса, «я думаю, что они хотели, в некотором смысле, проявить себя как опытные музыканты».
В альбоме больше разделов, основанных на груве, чем в предыдущих альбомах, и The Bleeding известен «более понятным» подходом Криса Барнса к вокалу. По словам Грега Пратта из Exclaim!, альбом предвосхищает стиль, в котором Барнс будет работать над своим следующим проектом Six Feet Under. Структура песен альбома была описана как более «линейная», чем в предыдущих работах группы. Альбом назвали «дэт-метал с хитами», а «Stripped, Raped and Strangled» — «самым близким к радиосинглу из всего, что когда-либо писала группа». Вокал был назван «отвратительным».
Рич Хобсон из Metal Hammer написал, что появление Роба Барретта в качестве гитариста «придало звучанию Cannibal Corpse плотность и точность, которых не хватало в их предыдущих альбомах». Гитарист-основатель группы Джек Оуэн считал, что альбом стал «почти коммерческой эволюцией в написании песен в стиле дэт-метал». Партии соло-гитары в альбоме сравнивают со Slayer. Некоторые из композиций альбома были описаны как «чистая грязь». Как и в случае с предшественником, бас-гитара занимает важное место в миксе альбома. По словам басиста Алекса Вебстера, «во всех песнях есть классные басовые партии, которые выделяются и немного выходят за рамки того, что делает гитара в определённом фрагменте. Например, в „An Experiment in Homicide“ есть несколько классных почти сольных партий на бас-гитаре».

## Концепция и темы
Помимо мрачных тем и сексуального насилия, присутствующих в предыдущих альбомах группы, в текстах The Bleeding также исследуется психологический ужас. В интервью MTV в 1994 году Барнс сказал: «Я думаю, что у ужаса много лиц, и вы можете исследовать разные его виды». В Decibel отметили, что с The Bleeding «группа изменили свой стиль с шокирующего на содержательный». В своём обзоре на The Bleeding Джейсон Бирчмайер из AllMusic объяснил: «новичкам стоит отметить, что этот материал не для беззаботных, и его не следует воспринимать слишком серьёзно, даже если названия песен вроде „She Was Asking for It“, возможно, заходят слишком далеко даже для этого жанра».

## Художественное оформление
The Bleeding был первым альбомом Cannibal Corpse, который был снабжён «нейтральной обложкой» в качестве цензурной версии. На нейтральной обложке показан увеличенный фрагмент изображения с оригинальной обложки. На внутренней обложке изображена оригинальная художественная работа; человек, выступающий из толпы органически связанных зомби.

## Выпуск и продвижение
На песню «Staring Through the Eyes of the Dead» был снят видеоклип. Доступна переработанная версия The Bleeding с новой обложкой, бонус-треком («The Exorcist», кавер-версия на Possessed) и музыкальным клипом на песню «Staring Through the Eyes of the Dead». Это музыкальное видео позже было показано в мультсериале «Бивис и Баттхед».

### Споры и цензура
23 октября 1996 года в Австралии была запрещена продажа любых доступных на тот момент аудиозаписей Cannibal Corpse. В то время Австралийская ассоциация звукозаписывающих компаний (ARIA) и Австралийская ассоциация музыкальных магазинов внедряли систему выявления потенциально оскорбительных записей, известную как «кодекс маркировки». Позже в период с 2006 по 2007 годы все релизы группы были классифицированы ARIA и разрешены к продаже в Австралии. Однако все они «ограничены» и продаются только лицам старше 18 лет. Некоторые альбомы продаются в «цензурированных» и «нецензурированных» изданиях, что означает изменение обложки.

## Отзывы критиков
| Оценки критиков                  | Оценки критиков |
| Источник                         | Оценка          |
| -------------------------------- | --------------- |
| AllMusic                         | [ 1 ]           |
| Collector's Guide to Heavy Metal | 6/10            |

Джейсон Бирчмайер из AllMusic назвал The Bleeding одним из «выдающихся альбомов дэт-метала середины 1990-х». Крис Кроуотин из Kerrang! писал: «Демонстрируя уверенное чувство стиля, неукротимую динамику и некоторые из самых знаковых и запоминающихся песен группы, эта пластинка представляет собой декларацию о Cannibal Corpse, которую мы все узнали и за которую проливали кровь в течение последних двух с лишним десятилетий».

### Влияние
«Что-то в „Stripped, Raped and Strangled“ <…> показало, что группа никогда больше не появлялась ни в одном из своих альбомов после этого, даже на „Created to Kill“. Но это было сделано намеренно. Один из участников сказал мне, что я никогда не напишу другую такую песню, что, по моему мнению, было большой ошибкой. Так что для меня это особенная песня, и я люблю её. Я буду играть эту песню вечно».
В журнале Metal Hammer назвали The Bleeding одним из лучших метал-альбомов 1990-х, заявив, что он содержит «одни из самых ужасающе жестоких и, несомненно, запоминающихся гимнов в арсенале группы». Джо Дивита из Loudwire назвал The Bleeding лучшим дэт-метал-альбомом 1994 года. На сайте Metal Injection включили второй трек альбома «Fucked with a Knife» в свой список «10 самых грубых текстов в стиле экстрим-метал», пошутив, что «возможно, они избавились от Криса Барнса после The Bleeding, потому что группа была близка к тому, чтобы стать респектабельной. Только гляньте на эту романтику».
«Staring Through the Eyes of the Dead» и «Stripped, Raped and Strangled» стали хитами и часто включаются в концертных сет-листах группы. Гитарист-основатель Джек Оуэн назвал The Bleeding своим любимым альбомом Cannibal Corpse. Басист Алекс Вебстер сказал: «Я чувствую, что The Bleeding стал большим шагом вперёд для меня как для бас-гитариста, а для группы он поставил нас на один уровень с некоторыми другими группами, которые, по нашему мнению, звучали немного профессиональнее нас. Мы „равнялись“ на такие группы, как Morbid Angel и Death».

## Список композиций
Все тексты написаны Крисом Барнсом, за исключением отмеченных.
| №                   | Название                               | Музыка                            | Длительность |
| ------------------- | -------------------------------------- | --------------------------------- | ------------ |
| 1.                  | «Staring Through the Eyes of the Dead» | Алекс Уэбстер, Джек Оуэн          | 3:30         |
| 2.                  | «Fucked with a Knife»                  | А. Уэбстер                        | 2:15         |
| 3.                  | «Stripped, Raped and Strangled»        | А. Уэбстер, Дж. Оуэн, Роб Барретт | 3:27         |
| 4.                  | «Pulverized»                           | А. Уэбстер, Дж. Оуэн              | 3:35         |
| 5.                  | «Return to Flesh»                      | А. Уэбстер, Дж. Оуэн              | 4:21         |
| 6.                  | «The Pick-Axe Murders»                 | А. Уэбстер                        | 3:03         |
| 7.                  | «She Was Asking for It»                | А. Уэбстер, Дж. Оуэн, Р. Барретт  | 4:33         |
| 8.                  | «The Bleeding»                         | Дж. Оуэн                          | 4:20         |
| 9.                  | «Force Fed Broken Glass»               | А. Уэбстер, Дж. Оуэн, Р. Барретт  | 5:02         |
| 10.                 | «An Experiment in Homicide»            | А. Уэбстер, Дж. Оуэн, Р. Барретт  | 2:36         |
| Общая длительность: | Общая длительность:                    | Общая длительность:               | 36:48        |

| №                   | Название                                       | Текст песни         | Музыка                  | Длительность |
| ------------------- | ---------------------------------------------- | ------------------- | ----------------------- | ------------ |
| 11.                 | «The Exorcist» (кавер на Possessed)            | Майк Торрао         | М. Торрао, Майк Олдфилд | 3:59         |
| 12.                 | «Staring Through the Eyes of the Dead» (видео) |                     |                         | 3:37         |
| Общая длительность: | Общая длительность:                            | Общая длительность: | Общая длительность:     | 45:01        |

## Участники записи[29]
| Cannibal Corpse - Крис Барнс — вокал - Роб Барретт — гитара - Джек Оуэн — гитара - Алекс Уэбстер — бас-гитара - Пол Мазуркевич — барабаны | Производственный персонал - Скотт Бёрнс — продюсер, сведение, звукоинженер, мастеринг Художественное оформление - Винс Локк — оформление обложки - Брайан Дж . Эймс — дизайн - Фрэнк Уайт — фотограф - Джо Джирон — фотограф |